# Струков, Виктор Андреевич
Виктор Андреевич Струков (род. 19 июня 1962, Шушенское, Красноярский край]) — тренер по велоспорту, действительный государственный советник Хакасии первого класса, мастер спорта международного класса.

## Биография
Виктор Струков родился 19 июня 1962 года в поселке Шушенское Красноярского края. В 1969 году стал заниматься в секции спортивной гимнастики города Минусинска.
Виктор Андреевич Струков впервые начал заниматься велоспортом в возрасте 12 лет, в 1974 году он стал учеником Заслуженного тренера России Валерия Денщикова. Под его руководством через пару лет тренировок в 1977 году он выполнил норматив в кандидаты мастера спорта, а в 1979 году ему было присвоено звание мастера спорта. Занимаясь у своего тренера Валерия Денщикова, Виктор Струков много раз становился победителем, а также призером на разнообразных Всесоюзных и международных соревнования по велосипедному спорту.
Побеждал на Всесоюзных и международных соревнованиях по велосипедному спорту. В 1981 году обучался в Хакасском сельскохозяйственном техникуме, в 1989 году — в Абаканском государственном педагогическом институте. В 2010 году прошел профессиональную переподготовку в ФГОУ ВПО «Сибирская академия госслужбы».
В 1986 году стал работать тренером. В 1989 году — он старший тренер Республиканского межведомственного центра Олимпийской подготовки «Россия» по велосипедному спорту. В 2005 году стал заместителем директора ООО «Абаканстройкомплект». В 2009 году стал работать в Министерстве спорта Республики Хакасия, в должности первого заместителя министра, его бывший наставник и тренер занимал должность министра спорта.
В 2013 году получил награду «Отличника физической культуры и спорта РФ». В 2015 году — Почетную грамоту Республики Хакасия. В феврале 2017 года исполнял обязанности Министра спорта Республики Хакасия.